# Chhibramau
Chhibramau là một thành phố và là nơi đặt ban đô thị (municipal board) của quận Kannauj thuộc bang Uttar Pradesh, Ấn Độ.

## Địa lý
Chhibramau có vị trí 27°09′B 79°31′Đ / 27,15°B 79,52°Đ Nó có độ cao trung bình là 152 mét (498 foot).

## Nhân khẩu
Theo điều tra dân số năm 2001 của Ấn Độ, Chhibramau có dân số 50.279 người. Phái nam chiếm 53% tổng số dân và phái nữ chiếm 47%. Chhibramau có tỷ lệ 63% biết đọc biết viết, cao hơn tỷ lệ trung bình toàn quốc là 59,5%: tỷ lệ cho phái nam là 68%, và tỷ lệ cho phái nữ là 58%. Tại Chhibramau, 16% dân số nhỏ hơn 6 tuổi.